# André Giriat
André Giriat, francoski veslač, * 20. avgust 1905, † 11. julij 1967.
Giriat je za Francijo nastopil na Poletnih olimpijskih igrah 1932 v Los Angelesu, kjer je v dvojcu s krmarjem osvojil bronasto medaljo.
Štiri leta kasneje je s partnerjem Robertom Jacquetom na olimpijskih igrah v Berlinu osvojil četrto mesto v dvojnem dvojcu.